# Ponte de Sor, Tramaga e Vale de Açor
Ponte de Sor, Tramaga e Vale de Açor (oficialmente: União das Freguesias de Ponte de Sor, Tramaga e Vale de Açor) é uma freguesia portuguesa do município de Ponte de Sor, com 331,71 km² de área e 10 506 habitantes (censo de 2021). A sua densidade populacional é 31,7 hab./km².

## História
Foi criada aquando da reorganização administrativa de 2012/2013, resultando da agregação das antigas freguesias de Ponte de Sor, Tramaga e Vale de Açor:

## Demografia
A população registada nos censos foi:
| Distribuição da População por Grupos Etários | Distribuição da População por Grupos Etários | Distribuição da População por Grupos Etários | Distribuição da População por Grupos Etários | Distribuição da População por Grupos Etários | Distribuição da População por Grupos Etários |
| -------------------------------------------- | -------------------------------------------- | -------------------------------------------- | -------------------------------------------- | -------------------------------------------- | -------------------------------------------- |
| Antes da agregação                           |                                              |                                              |                                              |                                              |                                              |
| Ano                                          | 0-14 anos                                    | 15-24 anos                                   | 25-64 anos                                   | >= 65 anos                                   | Total                                        |
| 2001                                         | 1767                                         | 1519                                         | 5869                                         | 2244                                         | 11399                                        |
| 2011                                         | 1583                                         | 1190                                         | 6039                                         | 2386                                         | 11198                                        |
| Após a agregação                             |                                              |                                              |                                              |                                              |                                              |
| Ano                                          | 0-14 anos                                    | 15-24 anos                                   | 25-64 anos                                   | >= 65 anos                                   | Total                                        |
| 2021                                         | 1310                                         | 1049                                         | 5441                                         | 2706                                         | 10506                                        |